# إبراهيم دياموندي
إبراهيم سوري دياموندي (بالفرنسية: Sory Diomandé)‏ (مواليد 16 ديسمبر 1994 في كوت ديفوار) هو لاعب كرة قدم إفواري يلعب مع نادي هجر السعودي كمهاجم.

## مسيرة اللاعب
لعب في أفريكا سبورتس ونادي أولمبيك خريبكة ونادي صحار ونادي السيب ونادي جدة ونادي أحد ونادي القادسية ونادي الساحل ونادي هجر.